# Serbische Nationalbibliothek
Die Serbische Nationalbibliothek (serbisch Народна библиотека Србије Narodna biblioteka Srbije) in Belgrad wurde 1832 auf Anweisung des Fürsten von Serbien Miloš Obrenović gegründet. Sie ist die größte und älteste Bibliothek in Serbien. Die Sammlung umfasst u. a. Handschriften aus dem 12. Jahrhundert, Inkunabeln aus dem 15. Jahrhundert und zahlreiche Manuskripte, Fotografien, Gravuren etc. Insgesamt beläuft sich der Bestand auf über 6 Millionen Medien.

## Geschichte
Während des Ersten Weltkrieges wurde das Gebäude und einige Exemplare beschädigt. Die Bestände wurden dann nach Niš und Kragujevac ausgelagert. 1919 wurde sie die Nationalbibliothek des Königreiches Jugoslawien. Durch die Angriffe der deutschen Luftwaffe im Zweiten Weltkrieg wurden ca. 500.000 Bücher, Manuskripte, Karten, Drucke und andere Medien vernichtet.
Unter Staatspräsident Tito wurde der Bestand restauriert und erweitert. 1947 öffnete die Bibliothek nach der engagierten Arbeit der Mitarbeiter der Öffentlichkeit wieder ihre Türen. 1954 wurde anlässlich des 150. Jahrestages des Ersten Serbischen Aufstands der Bau eines neuen Gebäudes genehmigt, das von Ivo Kurtović entworfen und am 6. April 1973 eröffnet wurde.
Von 2007 bis 2011 wurden Teile der Bibliothek renoviert. Zuletzt war der Schriftsteller Sreten Ugričić Leiter der Bibliothek, der 2012 aufgrund einer Kontroverse zurücktreten musste.
Heutzutage ist die Serbische Nationalbibliothek eine moderne Bibliothek, die nach Einbindung in den globalen Informationsfluss und Anerkennung innerhalb der Welt der Nationalbibliotheken strebt. Weitere Ziele sind die Entwicklung zu einer Informationsressource und der Beitrag zur Entwicklung der serbischen Gesellschaft.

## Sammlungen

### Allgemeine Sammlung
Die allgemeine Sammlung umfasst Bücher, die nach 1868 in serbischer Sprache und anderen ex-jugoslawischen Sprachen gedruckt wurden, Bücher, die nach 1700 in Fremdsprachen gedruckt wurden, Zeitschriften aus Serbien, Ex-Jugoslawien und dem Ausland, Bibliographien, Enzyklopädien, Lexika, Kataloge, Wörterbücher und Verzeichnisse in klassischer und elektronischer Form. Sie ist in einem offen zugänglichen Referenzbestand organisiert.

### Sondersammlungen
Die Sondersammlungen umfassen alte und seltene Bücher aus dem 18. und 19. Jahrhundert in Sprachen des ehemaligen Jugoslawiens, ausländische Bücher vor 1700, Miniaturausgaben, Archivdokumente, kartographische Materialien, Musikdrucke, Tonträger, Fotodokumente, Kupferstiche, Plakate, Gedenkbücher und Vermächtnisse.

### Manuskriptsammlung
Die Manuskriptsammlung umfasst handschriftliche Bücher aus dem 12. bis 18. Jahrhundert, überwiegend serbische und teilweise auch bulgarische, mazedonische und russische Ausgaben, Inkunabeln und altserbische Bücher von 1494 bis 1638, Drucke von altserbischen gravierten Tafeln aus dem 16. bis 18. Jahrhundert und Mikrofilme südslawisch-kyrillischer Handschriften.

## Digitale Bibliothek der Serbischen Nationalbibliothek
Die Digitale Bibliothek der Serbischen Nationalbibliothek umfasst 1,2 Millionen gescannte Seiten in rund 70 verschiedenen Sammlungen. Sie beteiligt sich an mehreren internationalen Projekten wie der World Digital Library mit dem Ziel, das serbische digitalisierte Erbe zusammen mit dem Kulturerbe anderer Länder zugänglich zu machen.
Sie ist Partner des Projekts „Europeana Collections 1914–1918“ und hat im Rahmen dieses Projekts eine thematische digitale Bibliothek „Veliki rat“ (Erster Weltkrieg) mit wertvollen Sammlungen aus dem Ersten Weltkrieg veröffentlicht.